# Войниха
Во́йниха —  село в Україні, у Лубенському районі Полтавської області. Населення становить 1030 осіб. Колишній орган місцевого самоврядування — Засульська сільська громада.

## Географія
Село Войниха знаходиться за 3 км від лівого берега річки Сула, вище за течією на відстані 0,5 км розташоване село Солониця, нижче за течією на відстані 3 км розташоване село Шершнівка. По селу протікає іригаційний канал. Поруч проходить автомобільна дорога М03.

## Об'єкти соціальної сфери
- Школа
- Садочок
- Амбулаторія

## Населення
Згідно з переписом УРСР 1989 року чисельність наявного населення села становила 1149 осіб, з яких 525 чоловіків та 624 жінки.
За переписом населення України 2001 року в селі мешкала 1031 особа.

### Мова
Розподіл населення за рідною мовою за даними перепису 2001 року:
| Мова       | Відсоток |
| ---------- | -------- |
| українська | 97,96 %  |
| російська  | 2,04 %   |

## Відомі люди
- Яковенко Михайло Олександрович